# Фитоценологија
Фитоценологија је грана екологије која се бави законитостима флоре. Подела флоре је веома сложена, пошто је она основа свих станишта (биотопа).

## Фитоценолошка методологија
За проучавање екологије биљака користи се више разрађених метода. Код ценолошких процена користе се аналитичке вредности, и из њих изведене синтетичке вредности биљних заједница.
Аналитичке вредности вегетације су:
- бројност јединки (абунданција)
- покривање (доминанција)
- степен удруживања (социјабилитет)
- одрживост (виталитет)

Синтетичке вредности вегетације су:
- стабилност (констанција)
- верност (фиделитет)